# マニラ・スパニエル
マニラ・スパニエル（英：Manila Spaniel）は、フィリピン原産の愛玩犬種である。
犬種名に「スパニエル」とつくが、実際にはスパニエル犬種ではない。

## 歴史
いつごろ犬種として成立したかは不明だが、マルチーズと共通の先祖を持つ兄弟種で、ビション系の犬種のひとつである。マルチーズとマニラ・スパニエルの共通の先祖はマルタ原産のメリテ（英：Melitae）という犬種であるが、マルチーズはメリテを改良した犬種で、本種はメリテの直系の子孫であると言われている。
主に愛玩犬として使われるが、もっと大事な仕事は商船で運ばれてきた高級品との物々交換を行う際にその品物として交換されることである。先祖のメリテもそうしてマニラにたどり着き、繁殖されて本種になったといわれている。物々交換された犬は最終的には貴族の手に渡るが、非常に高価のものであったため転売に転売を重ね、最終地にたどり着くまでに何年もかかることも少なくなかったといわれている。中には長い船旅のストレスや栄養失調、衛生管理の不全などにより死亡する犬もいたといわれている。しかし人間並みの待遇を受け、通常は大切に取り扱われていた。
このように物々交換の代品として使われてきた歴史を持つため、フィリピンでは一部のブリーダーと貴族を除きほとんど国内で飼育や繁殖が行われていなかった。又、複数頭ではなく単独で交換されることがほとんどであったため、国外ではほぼブリーディングが行われていなかった。
19世紀末から20世紀のはじめごろに物々交換用の犬として現れて人気を博したが、それ以降は全く話題に上ることがなかった。20世紀ごろに絶滅を憂慮したイギリスの愛好家が本種を集めブリーダーとして種の保存に着手したが、その後のことは一切不明である。
現在原産国では生存しているかは不明であるが、フィリピン以外では絶滅したことが確認されている。

## 特徴
マルチーズとよく似た犬種だが、多くの点で異なっている。全身を覆うシャギーコート（むく毛）は非常に豊かでしなやかで美しいが、毛質はストレートではなくウエーブがかかっている。コートはマルチーズ同様に抜けにくく、体臭も少なめである。毛色はピュア・ホワイト（純白）が喜ばれ大半を占めているが、稀にホワイトをベースとして、それに非常に薄いタンかレモンの斑が入ったものもいた。マズルはマルチーズより少し長いが、円らで大きな瞳と鼻はやはり黒々としていて、優雅さをより一層引き立てる。
耳は垂れ耳、尾は背中に背負った巻き尾で、耳と尾にも豊かな飾り毛がある。体本体華奢である。体高約40cm、体重7kg前後の小型犬で、性格は知的で温厚、活発で甘えん坊である。性格がよく扱いやすいだけでなく、学習能力に長けしつけが入りやすかったとされている。又、遺伝的に丈夫で長命な傾向にあった犬種で、19世紀に18年生きた犬も存在した。運動量は少なめであった。